# Mirante do Vale
Mirante do Vale – wieżowiec w São Paulo, w Brazylii, o wysokości 170 m. Budynek został otwarty w 1960 i liczy 51 kondygnacji.